# Fidan Hadjiyeva
Fidan Hadjiyeva est soliste du théâtre national académique azerbaïdjanais d'opéra et de ballet, artiste du peuple de la République d'Azerbaïdjan,  chanteuse d'opéra, mezzo-soprano.

## Biographie
Fidan Hadjiyeva est née le 7 septembre 1976 à Bakou. Elle est diplômée de la faculté de musique de l'Académie de musique Hadjibeyov de Bakou.

### Carrière
Depuis 1996, Fidan Hadjiyeva est l'une des principales chanteuses du théâtre national académique azerbaïdjanais d'opéra et de ballet, interprétant des rôles principaux dans l'opéra national et classique.
En 2016, elle a créé le centre musical qui porte son nom. F. Hadjiyeva a reçu le titre d'artiste émérite de l'Azerbaïdjan en 2006 et d'artiste du peuple de la République d'Azerbaïdjan en 2015.  Elle est actuellement professeur à l'Université d'Alicante.

## Famille
Elle est mariée et a trois enfants.